# Michael Spörlin

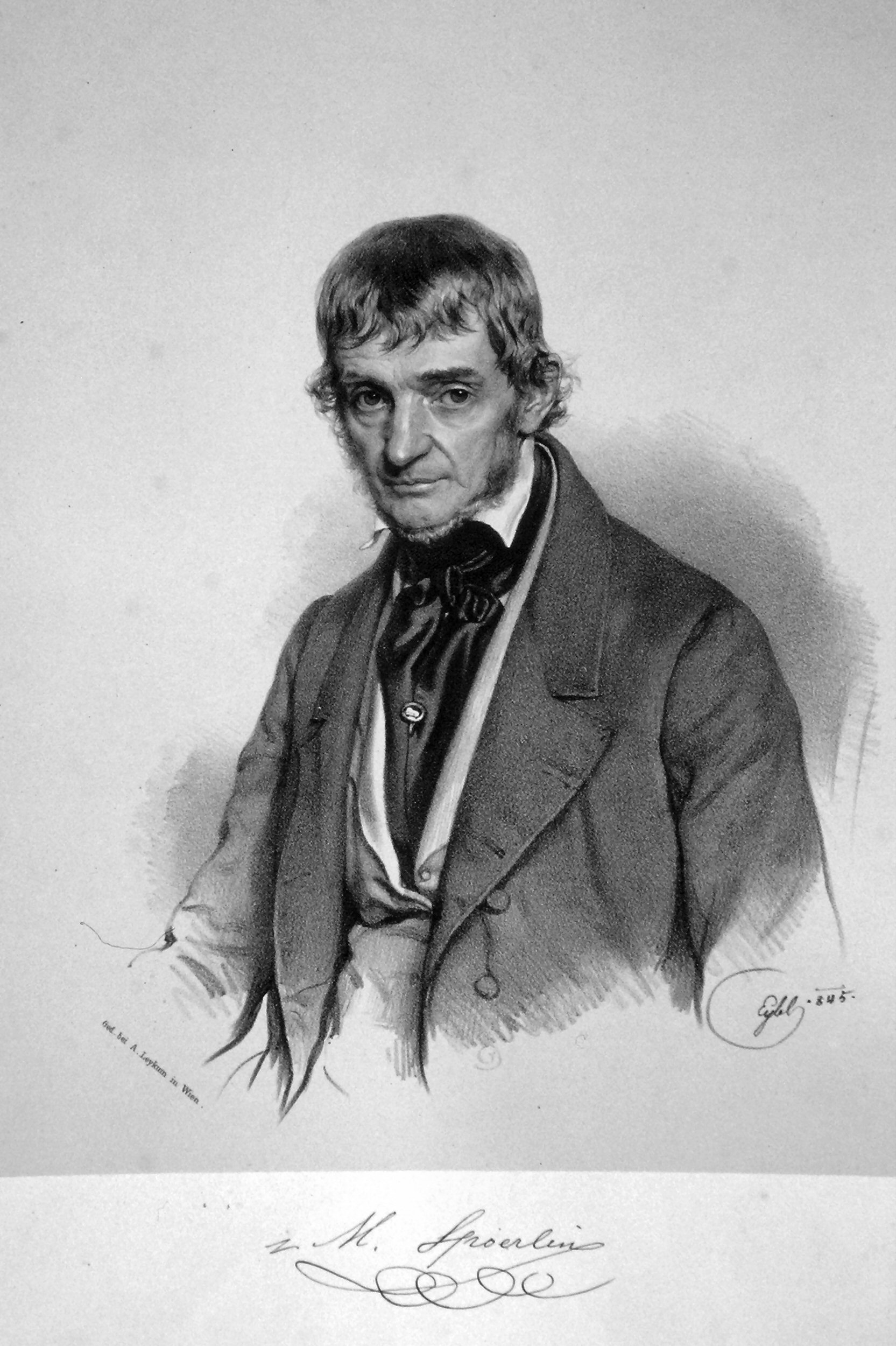
Michael Spoerlin, Lithographie von Franz Eybl, 1845

Michael Spörlin (* 1784 in Mülhausen; † 22. Juni 1857 in Wien) war ein Industrieller und Wirtschaftsfunktionär.

## Leben
Spörlin, der Sohn eines evangelischen Pastors lernte in der Tapetenfabrik seines Schwagers Jean Zuber in Rixheim. Im Jahr 1805 wurde er auch Teilhaber an diesem Unternehmen. Ab dem Jahr 1802 reiste er geschäftlich viel herum und lernte dadurch in Europa viel kennen. So holte er sich in Paris viele Anregungen für neue Tapetendesign. 
Mit einem anderen Schwager, Heinrich Rahn, übersiedelte er im Jahr 1808 nach Wien. Nachdem er sich aus dem Unternehmen Zubers zurückgezogen hatte, gründete er mit Rahn in Gumpendorf die Papiertapetenfabrik Spörlin & Rahn. In dieser Fabrik stellte er erstmals Tapeten und Buntpapier erstmals in Österreich in größerem Umfang her. Bereits im Jahr 1813 erhielt er den Titel k.k. Hofpapiertapetenfabrikant. 
Spörlin bildete sich selbst laufend auf dem chemischen und mechanischen Sektor weiter. Im Jahr 1816 stellt er erstmals Tapeten mit dem sogenannten Iriseffekt her. Dieser wurde bei seinem Schwager in Rixheim weiterentwickelt. Verwendet wird dieser Effekt auch im Kattundruck.
Die Erzeugung der Tapeten mit Irisdruck entwickelte auch er weiter und erhielt im Jahr 1823 ein Patent darauf. Auch den Endlosdruck, sowie eine Methode, die ermöglicht, Tapeten ohne Unterlage auf der Wand aufzuziehen, hat er erfunden. 
Im Jahr 1830 errichtete Spörlin & Rahn eine Niederlassung in Warschau. Als 1836 Rahn starb, trat Heinrich Zimmermann in das Unternehmen ein, das in der Folge Spörlin & Zimmermann hieß. Von Zimmermann waren jeweils auch die Tochter Katharina und später sein Enkel Gustav im Unternehmen.
Neben der Tätigkeit als Unternehmer war Spörlin auch bei der Organisation von Gewerbeausstellungen in Wien in den Jahren 1835, 1839 und 1845, ebenso wie bei der auch bei der Great Exhibition im Jahr 1851 in London beteiligt.
Gemeinsam mit Rudolf von Arthaber und Theodor von Hornbostel war er maßgeblich an der Gründung des Niederösterreichischen Gewerbevereins im Jahr 1839 beteiligt. In den Jahren 1843 und 1844 war er auch dessen Vizepräsident und initiierte die Errichtung der Zeichen- und Webschule des Gewerbevereins. Bei der neugegründeten Wiener Handelskammer wurde er der erste Alterspräsident.